# Prima Cool
Prima Cool – rozrywkowy kanał telewizyjny nadający w Czechach. Jest to kanał tematyczny FTV Prima.
Kanał rozpoczął nadawanie 1 kwietnia 2009 roku. Program adresowany jest przede wszystkim do widza w wieku 20-40 lat. Nocne pasmo wypełnia prezentacja gry Pong. Do 7 marca 2011 roku współdzielił czas antenowy z kanałem R1.
W Polsce odbiór stacji możliwy jest na południowym zachodzie kraju w drugim czeskim multipleksie naziemnej telewizji cyfrowej.